# Olmeca brujo
El micro vinagrillo de cola corta de Los Tuxtlas (Olmeca brujo) es una especie de arácnido perteneciente a la familia Hubbardiidae del orden Schizomida. Esta especie fue descrita por Monjaraz y Francke en 2017.

## Clasificación y descripción
El nombre del género Olmeca es en aposición y honor a una tribu Mexicana de los Olmecas, que fue una de las civilizaciones mexicanas más antiguas; vivieron en la región de Veracruz, Tabasco y Chiapas antes del surgimiento de la cultura Maya. El nombre específico brujo es un nombre en aposición que significa “mago” o “chamán”, en referencia a las ceremonias de brujería realizadas en la región de Catemaco y los Tuxtlas.
La descripción del prosoma es como sigue: propeltidio con dos setas en el proceso anterior (una detrás de la otra) y dos pares de setas dorsales; manchas oculares irregulares y asimétricas, claramente visibles. La medida del metapeltidio es de 0,38 mm de largo y 0,77 mm de ancho. Esternón anterior con 10 setas, más dos setas esternofisiales; esternón posterior con seis setas. Pedipalpo 2.4 veces más largo que la longitud del propeltidio. Trocánter con un pequeño ápice de forma triangular, terminando en una punta aguda con una seta; fila de setas largas en el margen ventral más dos setas espiniformes distales y una fila de seis setas espiniformes en la cara ectal; superficie mesal con una fila de cuatro setas espiniformes cerca del margen ventral, más dos espinas cerca del margen dorsal; con un pequeño espolón meso-distal. Fémur 2 veces más largo que ancho, margen distal curvo, margen ventral curvo, margen ventral sobre la superficie ectal con tubérculos setiferos espiniformes, Fv1, Fv2, Fe1 y Fe2 bien desarrollados y fuertemente esclerotizados; superficie mesal con una fila de cuatro setas espiniformes ventrales, más dos setas espiniformes dorsales. Garra alrededor de 1,7 veces más larga que la longitud dorsal del tarso; espuelas asimétricas.
Opistosoma: terguito I con dos pares de microsetas anteriores más un par de macrosetas; terguito II con tres pares de microsetas anteriores más un par de macrosetas; terguitos III al VII con un par dorsal de setas cada uno; terguitos VIII y IX con un par dorsal y un par lateral de setas cada uno; segmentos X y XI con un par lateral de setas y cinco setas ventrales telescópicas; segmento XII con una dorsal, dos laterales y cuatro pares ventrales de setas, sin ápice dorsoposterior. Esternitos con dos filas irregulares de setas cada una; apertura genital con una fila posterior de setas.
Flagelo dorsoventralmente aplanado, en forma ovada y bulbosa; 1,55 veces más largo que ancho, 3,3 veces más largo que el ancho del pedicelo; con un par de dorso-submedianas depresiones no fusionadas posteriormente.
Pedipalpos de las hembras tan cortos como los del macho, 2,02 veces más largo que la longitud del propeltidio, pero con el mismo patrón de setación, ápice con la misma forma que el macho pero más corto. Flagelo con dos anillos. Espermateca con dos pares de lóbulos; el par mediano es recto, más largo que el par lateral, con aberturas de conductos a lo largo de su longitud; par lateral más corto, aproximadamente ½ de longitud de lo lóbulos medianos, en forma de gota, con aberturas en los conductos a lo largo de su longitud; base de los lóbulos comenzando posteriormente tanto como el par mediano. Arco quitinizado en forma de V, más largo que los lóbulos medianos; punta lateral irregular.

## Distribución
Esta especie es endémica de México y se distribuye en el estado de Veracruz.

## Hábitat
A esta especie se le puede encontrar bajo las rocas en bosques lluviosos bien conservados y en las estribaciones de volcanes a una altitud de 173-950 m s. n. m.

## Estado de conservación
Esta especie no se encuentra dentro de ninguna categoría de riesgo en las normas nacionales o internacionales.